# Le Mouvement Féministe
Le Mouvement Féministe war eine schweizerische feministische Zeitschrift in französischer Sprache, die von 1912 bis 1960 erschien. Sie ist nach eigenen Angaben die älteste feministische Zeitschrift Europas, die ohne Unterbrechung erschienen ist, und war das Gründungsblatt der heutigen Online-Publikation l’émiliE.
Die Zeitschrift wurde 1912 von der Genfer Journalistin und Frauenrechtlerin Emilie Gourd gegründet und diente als zentrales Organ für die Verbreitung feministischer Ideen in der französischsprachigen Schweiz. Ihr Hauptziel war die Durchsetzung des Frauenwahlrechts in der Schweiz, das erst 1971 eingeführt wurde.

## Geschichte
Emilie Gourd gründete Le Mouvement Féministe im Jahr 1912 als monatlich erscheinende Zeitschrift. Gourd stammte aus einer gebildeten protestantischen Bürgerfamilie – ihr Vater Jean-Jacques Gourd (1850–1909) war Pastor, Professor der Philosophie und Rektor der Universität Genf von 1896 bis 1898.
Die Zeitschrift entstand im Kontext von Gourds Engagement in der Association genevoise pour le suffrage féminin (Genfer Vereinigung für das Frauenwahlrecht), deren Präsidentin sie von 1911 bis zu ihrem Tod 1946 war. Ab 1920 erschien die Zeitschrift zweiwöchentlich bis Sommer 1948, danach wieder monatlich.
Gourd blieb bis zu ihrem Tod am 4. Januar 1946 in Genf Chefredaktorin der Zeitschrift und prägte deren inhaltliche Ausrichtung massgeblich. Unter ihrer Leitung entwickelte sich Le Mouvement Féministe zum wichtigsten Sprachrohr der schweizerischen Frauenbewegung.
Im Jahr 1948 spaltete sich die Publikation: Neben Le Mouvement Féministe entstand die monatliche Publikation Femmes suisses savez-vous? Beide Titel fusionierten 1960 unter dem Namen Femmes suisses et le Mouvement féministe, der bis 1999 beibehalten wurde, dann über Femmes en Suisse zu l’émiliE im Jahr 2001.
Seit 2010 erscheint die Nachfolgepublikation nur noch online. Die gedruckte Ausgabe wurde 2009 eingestellt.

## Inhalt und Bedeutung
Die Zeitschrift verstand sich als offizielles Organ der Alliance nationale des sociétés féminines suisses (Bund Schweizerischer Frauenvereine) und kombinierte Informationsarbeit, Bildungsauftrag und politische Meinungsbildung zur Förderung der Frauenrechte. Neben ihrer Tätigkeit als Herausgeberin war Emilie Gourd von 1914 bis 1928 Präsidentin des Schweizerischen Verbands für Frauenstimmrecht. Während des Ersten Weltkriegs leitete sie zusätzlich eine Arbeitsstätte für arbeitslose Frauen.
1920 veröffentlichte Gourd über die Zeitschrift eine Biografie der amerikanischen Suffragette Susan B. Anthony. 1923 wurde sie zur Sekretärin der Alliance Internationale des Femmes (Internationale Allianz der Frauen) gewählt und nutzte die Publikation fortan auch, um über ihre internationale Tätigkeit zu berichten.
Zentrale Themen der Zeitschrift waren:
- Durchsetzung des Frauenwahlrechts
- Gleichberechtigung in Bildung und Beruf
- Rechtliche und soziale Stellung der Frau
- Internationale Frauenbewegung[8]

Die Zeitschrift berichtete regelmässig über internationale Entwicklungen der Frauenbewegung und vernetzte die schweizerische mit der europäischen und amerikanischen feministischen Bewegung.
Le Mouvement Féministe gehört zu den ältesten feministischen Zeitschriften, die fast 100 Jahre lang ohne Unterbrechung erschienen sind. Die Publikation dokumentiert nahezu lückenlos die Entwicklung der schweizerischen Frauenbewegung in der ersten Hälfte des 20. Jahrhunderts und entwickelte sich unter Gourds Leitung zum wichtigsten Sprachrohr der schweizerischen Frauenbewegung.
Alle Ausgaben sind vollständig digitalisiert und online zugänglich, was die Zeitschrift zu einer wichtigen Quelle für die Erforschung der Schweizer Frauen- und Sozialgeschichte macht.